# 名鉄バス蒲郡管理所
名鉄バス蒲郡管理所（めいてつバスがまごおりかんりじょ）は、愛知県蒲郡市拾石町前浜に所在する名鉄バスの営業所（管理所）。所属略号は蒲。運輸安全マネジメントの組織図上は岡崎営業所の配下にある。
2018年（平成30年）6月30日までは、名鉄バスから地域子会社として分社化された名鉄バス東部に属し、同社の蒲郡営業所として営業してきたが、翌7月1日付で名鉄バス東部が名鉄バスへ吸収合併されたことに伴い、名鉄バスへ承継された。

## 沿革
1990年（平成2年）10月1日に名古屋鉄道蒲郡自動車営業所が分社化されサンライズバスとなる。その後、1999年（平成11年）4月1日の三河観光自動車への吸収合併により三河交通となり、さらに2003年（平成15年）に三河交通が名鉄東部観光バスへ営業譲渡された。その間も、蒲郡市内を走るバス（一部は豊橋駅前に乗り入れ）の愛称として「サンライズバス」が使用されていた。
しかしその後、2008年（平成20年）7月1日付で名鉄バス東部へ営業譲渡され、同社の蒲郡営業所となってからは、バス停ポールの「サンライズバス」表記が消えて名鉄バス仕様へ改められ、「サンライズバス」の愛称は消滅した。
名鉄バス東部時代は、蒲郡営業所管内ではSFパノラマカードや名鉄バスカードなどの乗車カードは利用できなかった。交通系ICカード「manaca」は2018年の名鉄バスへの吸収合併と同時に導入された。

## 路線

### 一般路線
下記に掲げる路線のルートは一例で、区間の乗り入れ、短縮折り返しがある。
【】内は系統番号で、2019年（平成31年）4月1日に導入された。

#### 西浦病院循環線
- 【10】：西浦温泉前 - 西浦駅前 - 蒲郡駅前
- 【11】：〈左回り〉西浦温泉前 → 西浦駅前 → 蒲郡駅前 → 蒲郡高校前 → 蒲郡市民病院前 → 竹島遊園 → 蒲郡駅前 → 西浦駅前 → 西浦温泉前
- 【15】：〈右回り〉西浦温泉前 → 西浦駅前 → 蒲郡駅前 → 竹島遊園 → 蒲郡市民病院前 → 蒲郡高校前 → 蒲郡駅前 → 西浦駅前 → 西浦温泉前

#### 丸山病院循環線
- 【25】：丸山住宅[注釈 1] → 三河大塚駅 → ラグーナ蒲郡 → 三河三谷駅 → 蒲郡駅前 → 蒲郡高校前 → 蒲郡市民病院前 → 竹島遊園 → 蒲郡駅前 → 三河三谷駅前 → 三谷温泉 → ラグーナ蒲郡 → 三河大塚駅 → 丸山住宅
- 【26】：丸山住宅 → 三河大塚駅 → ラグーナ蒲郡 - 三河三谷駅 → 蒲郡駅前 → 蒲郡高校前 → 蒲郡市民病院前 → 竹島遊園 → 蒲郡駅前

蒲郡市民病院への循環経路は右回り経路のみである。

### 臨時便

#### 有料シャトルバス
大塚海浜緑地で毎年5月に「森、道、市場」が開催される際には蒲郡駅と会場付近を結ぶ有料シャトルバスが運行される。事前に専用乗車券を購入する必要があり、現金や交通系ICカードによる車内精算はできない。

#### あじさい号
形原温泉で毎年6月に「あじさい祭り」が開催される際には臨時バスを運行する。臨時バスでは「manaca」などの交通系ICカードが利用できるが、定期路線とは異なりマイレージポイントや乗継割引は適用されない。

### コミュニティバス

#### ふれんどバス
- 西尾市・碧南市による「ふれんどバス運行協議会」より運行受託。名鉄東部観光バス時代から運行受託していた。
- 名鉄バスへの吸収合併後、2020年（令和2年）10月1日より交通系ICカード「manaca」が利用可能になった[13]。

#### 六万石くるりんバス
- 西尾市より市街地線、三和線、室場線、平坂中畑線、寺津矢田線の運行を受託。
- 2025年（令和7年）4月1日に東伸運輸と西尾交通から移管され、同時に交通系ICカード「manaca」が利用可能になった[14]。

### 廃止路線
ラグーナ線
- 【20】蒲郡駅前 - 海陽学園  - 三河大塚駅
  - 2022年（令和4年）3月31日をもって廃止[15]。

## 車両
名鉄バスでは唯一となる豊橋ナンバーの車両が在籍する。在籍車両は他の営業所とは異なり中型バスが基本で、大型バスはほとんど在籍していない。